# Bogoslav Šulek
Bogoslav Šulek, urodzony jako Bohuslav Šulek (ur. 20 kwietnia 1816 w Sobotištu, zm. 30 listopada 1895 w Zagrzebiu) – chorwacki publicysta, językoznawca, historyk i przyrodnik pochodzenia słowackiego.
Największy wkład wniósł w dziedzinie leksykografii i terminologii. Wprowadził do literackiego języka chorwackiego liczne neologizmy, zastępujące zapożyczenia z innych języków. Poza własnymi neologizmami promował wyrazy dialektalne i pożyczki o pochodzeniu słowiańskim (m.in. słowacyzmy, bohemizmy, rusycyzmy i wyrazy słoweńskie). Działalność Šuleka spotkała się z krytyką zwolenników tzw. „czystego” języka, którzy jego neologizmy określali pogardliwie mianem „szulekizmów”. Słownictwo wypracowane przez Šuleka zadomowiło się jednak w języku chorwackim, zarówno w leksyce powszechnej, jak i fachowej.

## Wybrana twórczość
- Deutsch-kroatisches Worterbuch – Njemačko-ilirski rječnik, I.–II. (Zagrzeb, 1860)[2]
- Hrvatsko-njemačko-talijanski rječnik znanstvenoga nazivlja, I.–II. (Zagrzeb, 1874/75)[2]
- Jugoslavenski imenik bilja (Zagrzeb, 1879)[2]